# WinAPIOverride
WinAPIOverride는 API 후킹 소프트웨어이다. 이것은 DLL에서 함수들을 호출하는데 사용될 수 있다.
이 소프트웨어는 32비트와 64비트 버전을 갖는다. 32비트 버전의 이름은 WinAPIOverride32 이고 64비트 버전은 WinAPIOverride64이다.